# Tiefseerinne

Ozeanische Kruste wird an einem Mittelozeanischen Rücken gebildet und an anderer Stelle wieder in den Mantel subduziert, dabei bildet sich an der Subduktionszone eine Tiefseerinne

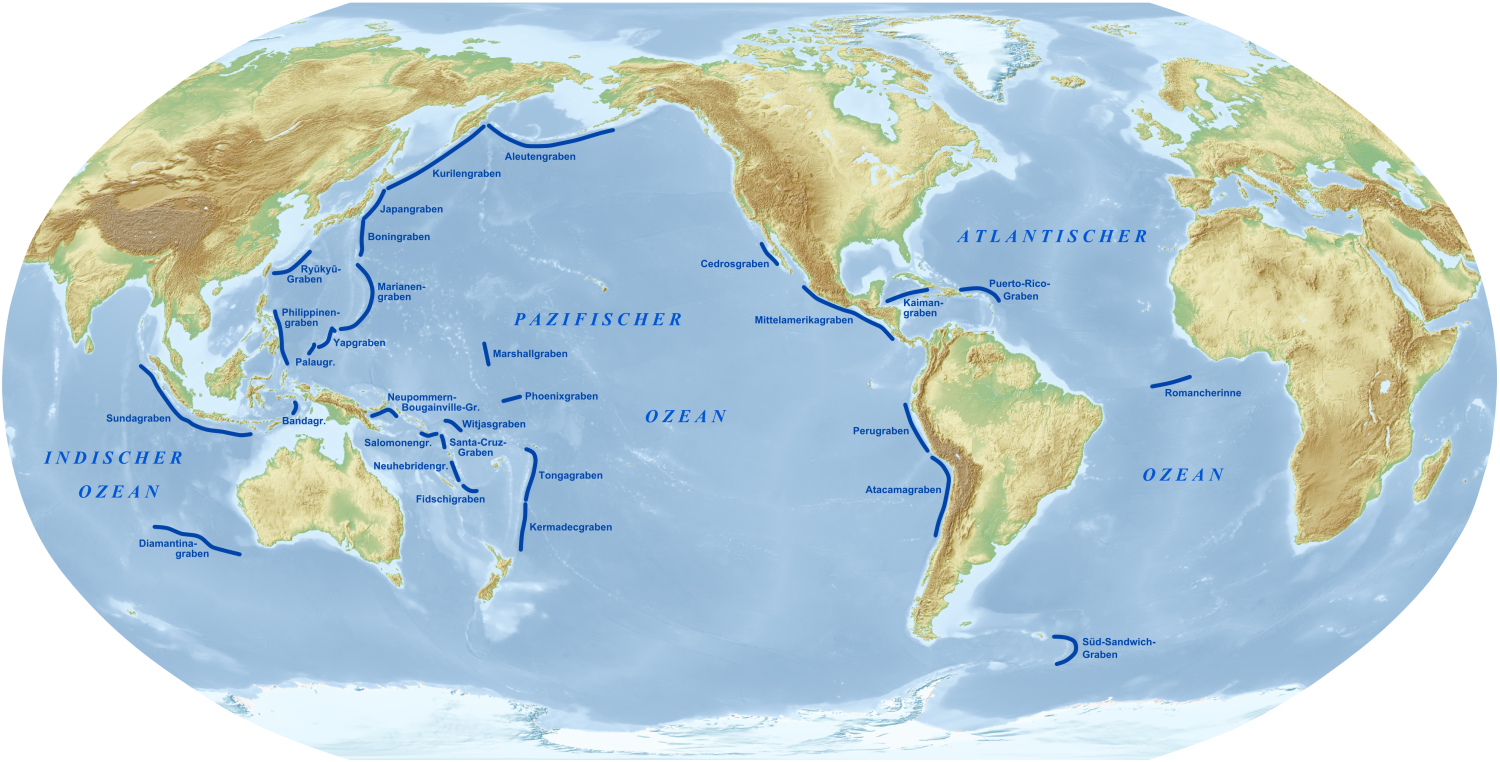
Übersicht über weltweite Tiefseerinnen

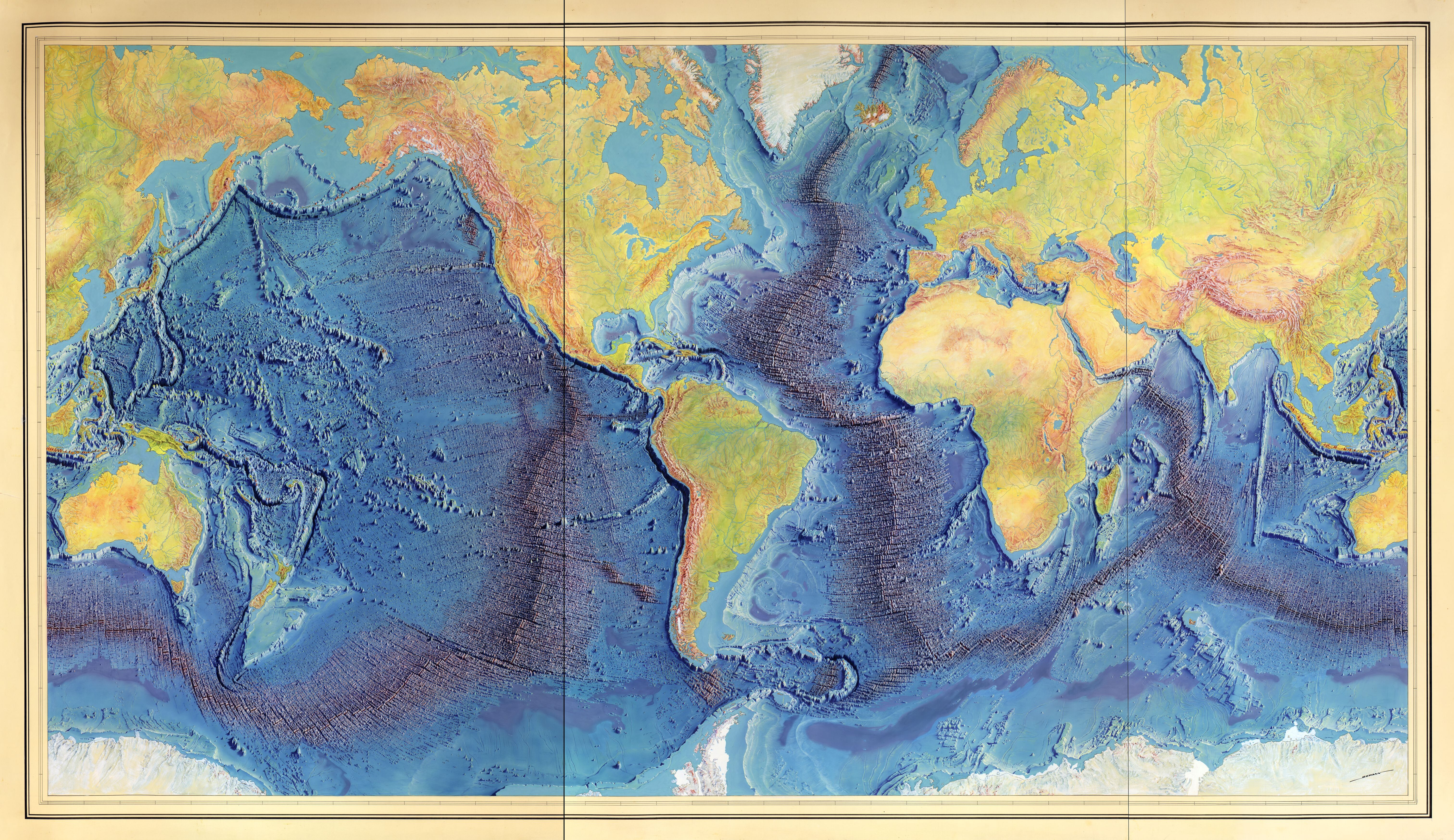
Handgezeichnete Weltkarte des Meeresgrund nach Heezen-Tharp, gezeichnet von Heinrich C. Berann (1977). Gut zu erkennen die sehr dunklen/tiefen Bereiche der Tiefseerinnen.

Tiefseerinnen (engl. trenches, umgangssprachlich oft auch Tiefseegräben) sind zumeist langgestreckte, aber relativ schmale Vertiefungen des Meeresbodens. Sie stellen die am tiefsten, natürlich vorkommenden Abschnitte der Erdoberfläche dar. Die tiefste aller Tiefseerinnen ist mit maximal 11.034 m Meerestiefe der Marianengraben im Pazifik.
Tiefseerinnen entstehen in der Erdkruste, wenn tektonische Platten infolge plattentektonischer Vorgänge zusammenstoßen und eine unter die andere geschoben wird (Subduktion). An solchen Subduktionszonen taucht eine Platte in einem Winkel von bis zu 90° nach unten hin ab. Die Tiefseerinne markiert die Stelle, an der die beiden Platten aufeinandertreffen, beispielsweise eine kontinentale und eine ozeanische Platte. Dabei liegen die tiefsten Punkte der Rinne noch 3000 bis 4000 m unter dem Niveau des umgebenden Ozeanbodens.
Eine Erhebung des Meeresbodens heißt Schwelle oder Meeresrücken (Tiefseerücken).

## Allgemeines
In den meisten Nachschlagewerken (z. B. in Lexika und Atlanten) und Medien werden diese Tiefseerinnen, die sich innerhalb oder am Rand von Tiefseebecken bzw. zwischen Tiefseeschwellen und -rücken befinden, als Gräben bzw. Tiefseegräben bezeichnet; so geschieht dies meist auch im allgemeinen Sprachgebrauch und der Ausdrucksweise der Geowissenschaften. Dies ist jedoch aus der Sicht der Tektonik falsch, weil tektonische Gräben durch Dehnung entstehen, der Subduktionsprozess jedoch durch Konvergenz gekennzeichnet ist. Da ein tektonischer „Graben“ aber immer von abschiebenden Verwerfungen begrenzt wird und insgesamt eine dehnende Struktur darstellt, müssen die langgestreckten Einsenkungen an Subduktionszonen (aktiver Kontinentalrand) korrekt als Rinnen (Tiefseerinnen), nicht „Tiefseegräben“, bezeichnet werden.
Im Unterschied zu einem Meerestief sind Tiefseerinnen meist sehr langgestreckt und können als das „untermeerische“ Gegenteil zu den auf dem Land liegenden Hochgebirgen betrachtet werden.
Wegen der Bewegung der Erdplatten kommt es häufig zu untermeerischen Vulkanausbrüchen und zu Seebeben, die verheerende Flutwellen und Tsunamis hervorrufen können.

## Geschichte des Begriffs
Erst in den späten 1940er- und frühen 1950er-Jahren begann die Ozeanografie, eine Vorstellung von der Morphologie jener ungeheuren Tiefen zu entwickeln, die zu den spektakulärsten Erscheinungen an der Oberfläche der Erde gehören. Mehr als die Hälfte der Erdoberfläche ist der Tiefsee zuzurechnen, entzog sich aber wegen der für den Menschen lebensfeindlichen extremen Verhältnisse lange Zeit der Beobachtung und Forschung.
Ende des 19. Jahrhunderts nahm mit der Verlegung der Transatlantikkabel das Interesse an der Bathymetrie, der Vermessung der untermeerischen Landschaften, enorm zu. Aber auch nach der berühmten Challenger-Expedition (1872–1876), die am 23. Februar 1875 in der Marianenrinne den mit 8164 m bis dahin tiefsten gemessenen Punkt der Weltmeere ausgelotet hatte, verwendete man den (heute veralteten) Begriff Tiefseegraben noch nicht, sondern sprach allgemein von einem Meerestief.
Erst in den 1920er Jahren wurde der Begriff Graben für geologische Strukturen verwendet. Als Erster verwendete Johnstone im Jahre 1923 in seinem Lehrbuch über Ozeanographie („An Introduction to Oceanography“) den Begriff Graben (engl. trench) für die langgestreckten, aber eng begrenzten Rinnen am Grund der Tiefsee. Der korrekte Fachbegriff für diese morphologische Struktur ist Tiefseerinne. Es handelt sich dabei um eine Struktur, die bei einer kompressiven Plattenbewegung entsteht. Ein Graben hingegen ist immer eine Dehnungsstruktur. Der Begriff Tiefseerinne wurde 1986 von Frisch & Loeschke (1986) in die Literatur eingeführt.
Vier der in Tiefseerinnen gelegenen tiefsten Stellen der Erde wurden nach dem sowjetischen Forschungsschiff Witjas Witjastief genannt. Dasjenige in der Marianenrinne wurde im Jahr 1951 auch von der Besatzung des englischen Vermessungsschiffs Challenger in einer Meerestiefe von 10.899 m mittels Echolot (10.863 m per Drahtlotung) vermessen und erhielt den Namen Challengertief. Heute sind die meisten Tiefseerinnen per Echolot vermessen, einige von Tauchbooten besucht worden.

## Übersicht Tiefseerinnen
Die sechs tiefsten Tiefseerinnen der Erde befinden sich alle im westlichen Pazifik:
- der Marianengraben (bis 11.034 m)
- der Tongagraben (bis 10.882 m)
- der Boningraben (bis 10.554 m)
- der Kurilengraben (bis 10.542 m)
- der Philippinengraben (bis 10.540 m)
- der Kermadecgraben (bis 10.047 m).